# Le père Duchesne

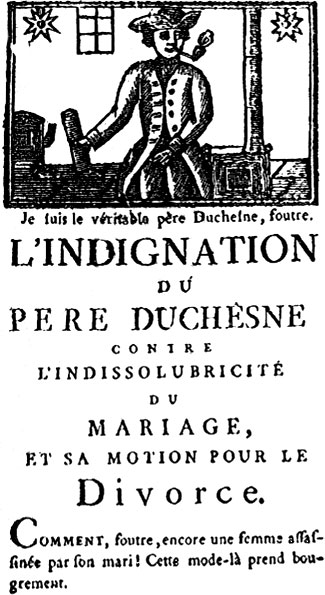
Frontseite der Nummer 25 des Le père Duchesne. Der Titel lautet in Deutsch: „Die Empörung des Père Duchesne gegen die Unauflöslichkeit der Ehe und sein Gesetzesvorstoß für die Scheidung.“

Die Zeitschrift « Le père Duchesne » (deutsch: „Vater Duchesne“) war eine von Jacques-René Hébert zwischen 1790 und 1794 herausgegebene politische Zeitschrift während der Französischen Revolution. Sie agitierte im Sinne des radikalisierten Flügels der Cordeliers und hatte bedeutenden Einfluss auf das politische Geschehen.
Der Ofensetzer père Duchesne war eine beliebte Figur des vorrevolutionären Volkstheaters, die mit derber Sprache und ruppigen Umgangsformen den „kleinen Mann“ verkörperte und in der sich die städtischen Kleinbürger und Arbeiter wiedererkannten. Vor und nach Héberts Zeitschrift erschienen Publikationen mit ähnlichem Titel. 

## Frühere Publikationen
Ab Februar 1789 erschien die Figur des père Duchesne in Texten namens Le plat de Carnaval oder Voyage du père Duchesne à Versailles beziehungsweise La colère du père Duchesne à l’aspect des abus. Auch unregelmäßig herausgegebene Pamphlete benutzen die Figur des volkstümlichen Ofensetzers, der kein Blatt vor den Mund nimmt. Ab 1790 publizierten der Postangestellte Antoine Lemaire und der Abbé Jean-Charles Jumel wiederholt unter dem Namen des père Duchesne.

## HébertsLe père Duchesne

### Herausgabe und Erscheinungsbild
Zu Beginn umfasste die beim Drucker Tremblay hergestellte Zeitung acht Seiten im Kleinformat (Oktav) und erschien drei Mal pro Woche, womit sie dem L’Ami du peuple von Jean-Paul Marat vergleichbar war. Le pére Duchesne war nicht datiert und erst ab Januar 1791 nummeriert. Im Juni 1792 (nach Nummer 137) trennte sich Hébert von Tremblay, der daraufhin wenige Ausgaben eines eigenen père Duchesne veröffentlichte.
Die Vignette des Heftes zeigte auf den ersten dreizehn Nummern einen Mann mit Pfeife im Mund und einem Tabacksäckchen, dahinter zwei Malteserkreuze, danach als Kopie eines anderen père Duchesne einen säbelbewehrten und die Axt über einem Priester schwingenden Mann mit Schnurrbart, dem die Worte beigefügt sind “memento mori” (deutsch: „Sei dir deiner Sterblichkeit bewusst.“)
Die erste Seite jeder Nummer trug einen Titel, der oft mit « La grande colère du père Duchesne … » (deutsch: „Die große Wut des Père Duchesne …“) oder « La grande Joie du père Duchesne … » (deutsch: „Die große Freude des Père Duchesne …“) begann, woraufhin sich der Text mit einem aktuellen Thema befasste. Héberts Zeitung erschien 385 Mal. Die Auflage betrug bis zu dreißigtausend Exemplare.

### Inhaltliche Ausrichtung
Die erste Phase der Zeitung zeigte diese noch als verfassungstreu. Zwar wurden Königin Marie-Antoinette und der papsttreue Abbé Maury angegriffen (wie auch der journalistische Rivale Marat), jedoch nicht König Louis XVI. und Marquis de La Fayette, der Chef der Nationalgarde.
Ab Frühjahr/Sommer 1791 und anschließend mit der Einführung der Republik im September 1792 änderte sich der Tonfall. Die Programmatik des père Duchesne beinhaltete den Sturz aller Monarchien und die Einführung der Weltrepublik, die Verfolgung und Auslöschung aller internen und externen Revolutionsfeinde sowie die Entchristianisierung des Staates. Die Zeitung wurde ein eigentliches Kampfblatt der radikalen Jakobiner, ein Instrument und ein Antreiber des Terreur zugleich.

### Sprache
Ihren Erfolg verdankte die Zeitung nicht zuletzt der von Hébert mehr und mehr eingesetzten groben, mit vulgären Flüchen wie z. B. « foutre! » (deutsch: „Scheiße, Verdammt!“) durchsetzten Sprache. Die Zeitung wurde auf der Straße mit dem Satz « Il est bougrement en colère aujourd’hui le père Duchesne! » (deutsch: „Er hat heute wieder eine Scheißwut, der Père Duchesne!“) ausgerufen, und der Konkurrenz gleichnamiger Journale begegnete sie mit dem gleich bleibenden Motto: « Je suis le véritable père Duchesne, foutre! » (deutsch: „Ich bin der wahre Père Duchesne, verdammt nochmals!“). Die dezidiert revolutionären Ansichten des pére Duchesne kamen in einem bisher ungekannten volkstümlichen Idiom daher, das insbesondere die Sansculotten als „Fußvolk“ der Revolution und die einfachen Soldaten des neuen Massenheeres erreichen sollte; ein nicht unerheblicher Teil der Auflage wurde von der Regierung auf Staatskosten der Armee zur Verfügung gestellt.

### Ende
Ab Herbst 1793 gerieten Hébert und seine Zeitung in zunehmenden Konflikt mit dem Wohlfahrtsausschuss. Er wurde angeklagt und am 24. März 1794 hingerichtet. Die damit letzte Ausgabe des père Duchesne war am 13. März 1794 erschienen.

## Nachfolger
Die Zeitschrift fand keine Fortführung, jedoch hatte sie eine Zeitlang Nachahmer wie Saint-Venants « Moustache sans peur » (deutsch: „Furchtloser Schnauzbart“). Außerhalb Paris’ erschienen in Lyon dreißig Nummern eines père Duchesne. Es wurden auch einige Parodien unter diesem Titel produziert wie « La grande colère du père Duchesne, en voyant tomber sa tête par la fenêtre nationale » (deutsch: „Die große Wut des Père Duchesne, als er seinen Kopf aus dem Nationalfenster fallen sah.“)
Im 19. Jahrhundert lebte der Titel wieder auf, insbesondere während der Februarrevolution von 1848 und der Pariser Kommune von 1871. Während letzterer sprachlich leicht verändert unter dem Titel Le père Duchêne.